# بولين باول بورنس
بولين باول بورنس (بالإنجليزية: Pauline Powell Burns)‏ هي عازفة بيانو ورسامة أمريكية، ولدت في 1872 في أوكلاند في الولايات المتحدة، وتوفي بنفس المكان في 1912.